# Eryk IV Plovpenning

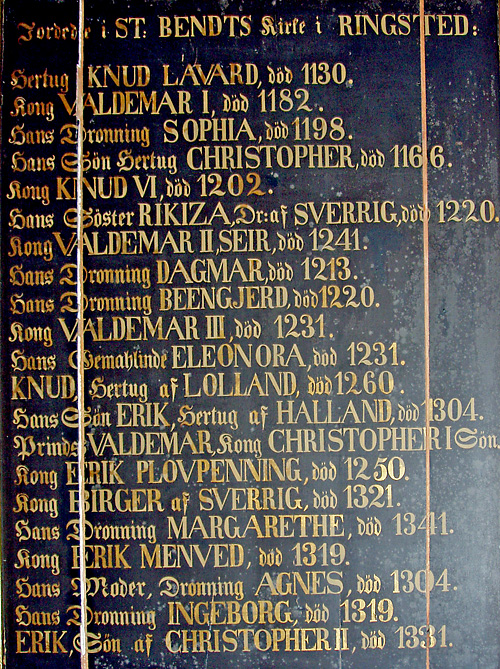
Tablica upamiętniająca pochówek króla w kościele w Ringsted na Zelandii

Eryk IV Plovpenning (duń. Erik 4. Plovpenning, Eryk IV Denar od Pługa) – (ur. 1216, zm. 10 sierpnia 1250) – król Danii 1241–1250 z dynastii Estrydsenidów.

## Młody król
Syn króla Danii Waldemara II Zwycięskiego i Berengarii (zm. 1221), córki króla Portugalii Sanczo I, brat Waldemara (III, ur. 1209), Abla (ur. 1218) i Krzysztofa I (ur. 1219). W 1231 r. po śmierci starszego brata Waldemara (III) ojciec Waldemar II ustanowił Eryka współrządcą królestwa i w 1232 koronował na króla Danii.

## Kandydat na tron niemiecki
W czerwcu 1249 król czeski Wacław I spotkał się na zamku Loket z palatynem reńskim Ottonem, landgrafem turyńskim Henrykiem Raspe i margrabią miśnieńskim Henrykiem Dostojnym. Monarcha czeski próbował przekonać swoich gości do wyboru Eryka na antykróla niemieckiego. Elekcja miała zostać przeprowadzona w Lubuszu pod ochroną króla czeskiego i margrabiego brandenburskiego. Margrabia miśnieński i landgraf Turyngii odmówili poparcia tego planu i wyjechali do pobliskiego Chebu, gdzie cesarz Fryderyk II naradzał się ze swoimi zwolennikami.

## Panowanie w Danii
Po śmierci ojca (1241) Eryk IV objął samodzielne rządy, jednak szybko popadł w konflikt z Nielsem, biskupem Viborga, zakończonym wygnaniem biskupa. Niezadowolenie z rządów króla wykorzystał jego brat Abel (od 1232 noszący tytuł księcia Szlezwiku), który wspomagany przez hrabiów Holsztynu wywołał wojnę domową. W 1247 r. Eryk IV pokonał w bitwie Abla i wziął do niewoli wspomagającego go Krzysztofa, swego drugiego brata. Dwa lata później król Eryk rozpoczął przygotowania do krucjaty w Estonii, w związku z czym na ludność, zwłaszcza chłopów, nałożono wysokie podatki, co zyskało królowi przydomek „Denar od Pługa” (duń. Plovpenning). Doprowadziło to do buntu chłopów w Skanii, co wykorzystał Abel, który przy wsparciu sprzyjającego mu duchowieństwa ponownie zaatakował króla. Erykowi IV udało się zdławić powstanie w Skanii, potem najechał Szlezwik, gdzie także odniósł sukces, ale podczas tej wyprawy, w dniu 10 sierpnia 1250 został zamordowany, najprawdopodobniej na polecenie swego brata Abla. 

## Rodzina
Król Eryk IV w 1239 poślubił Juttę z Saksonii (zm. 1250), córkę księcia Saksonii Albrechta I (zm. 1260) i Agnieszki z Turyngii. Król miał dwóch synów: Krzysztofa i Kanuta, którzy zmarli (zginęli ?) około 1250 r. oraz cztery córki: Zofię (jej mężem był król Szwecji Waldemar I), Ingeborgę (jej mężem był król Norwegii Magnus VI), Jutę i Agnieszkę.

## Kult
Zaraz po zamordowaniu Eryka zaczęto go spontanicznie czcić jako męczennika i świętego, przy którego grobie rzekomo działy się cuda. Po śmierci Abla w 1252 r. Krzysztof, najmłodszy z braci, poparł tę formę kultu, aby wykluczyć z sukcesji Waldemara, syna bratobójcy, i samemu zostać następcą. Jako król nakazał przeniesienie szczątków Eryka z ich pierwotnego miejsca spoczynku w klasztorze dominikanów w Szlezwiku do tamtejszej katedry, a w 1258 r. do kościoła św. Benedykta w Ringsted, który stał się nekropolią królewską. Jego żona Małgorzata Sambiria zwróciła się do papieża z prośbą o kanonizację swojego szwagra, jednak nie doszło do tego ze względu na konflikty między duńską rodziną królewską a biskupami. Jej synowa, Agnieszka, córka Jana I brandenburskiego, po zamordowaniu swojego męża Eryka V Klippinga, kazała ozdobić kryptę nad grobem Eryka freskami przedstawiającymi sceny z życia i zabójstwa obu królów. W 1414 r. Małgorzata I po raz kolejny zaproponowała kanonizację, lecz jej starania nie przyniosły efektu. Mimo to aż do czasów reformacji Eryk był w Danii czczony jako święty, a do jego grobu organizowano pielgrzymki. Dzień pamięci jego przypada 10 sierpnia.